# Mese a bogárról
A Mese a bogárról 1963-ban bemutatott magyar rajzfilm, amelynek rendezője, írója és zeneszerzője Nepp József. A mozifilm a Pannónia Filmstúdió gyártásában készült, a Balázs Béla Stúdió forgalmazásában jelent meg. 1966-ban a Rodezi filmköltészeti napokon nagydíjat nyert.

## Rövid tartalom
A "bogarat" egy újsághír ültette az ember fülébe...

## Alkotók
- Írta, rendezte és zenéjét szerezte: Nepp József
- Operatőr: Neményi Mária
- Hangmérnök: Bélai István
- Vágó: Czipauer János
- Rajzolták: Csiszér Ágnes, Erdélyi Mária, Kocsis Zsuzsa, Vásárhelyi Magda
- Gyártásvezető: Bártfai Miklós
- Színes technika: Magyar Filmlaboratórium
- Gyártó: Pannónia Filmstúdió
- Forgalmazó: Balázs Béla Stúdió